# Зворотність
| Симетрія у фізиці            | Симетрія у фізиці                 | Симетрія у фізиці            |
| Перетворення                 | Відповідна інваріантність         | Відповідний закон збереження |
| ---------------------------- | --------------------------------- | ---------------------------- |
| ⭥Трансляції часу             | Однорідність часу                 | …енергії                     |
| ⊠ C, P, CP і T-симетрії      | Ізотропність часу                 | …парності                    |
| ⭤ Трансляції простору        | Однорідність простору             | …імпульсу                    |
| ↺ Обертання простору         | Ізотропність простору             | …моменту імпульсу            |
| ⇆ Група Лоренца (бусти)      | Відносність Лоренц-коваріантність | …руху центра мас             |
| ~ Калібрувальне перетворення | Калібрувальна інваріантність      | …заряду                      |

Зворотність — фізичне поняття, яке відображає характер зміни фізичних величин і фізичних процесів при формальній заміні напрямку плину часу на протилежний.
Фізичний процес називається зворотним, якщо при зміні напрямку часу фізична система повертається із кінцевого в початковий стан.
Фізичний процес називається незворотним, якщо при зміні напрямку часу фізична система переходить до нового, відмінного від початкового стану.
Властивість фізичної системи не змінювати своїх характеристик при зміні напрямку часу називається T-інваріантністю.

## Перетворення фізичних величин при зміні напрямку часу
Зміна напрямку часу на протилежний не впливає на положення тіл. Оскільки швидкості тіл є похідними від їхніх радіус-векторів, то при зміні напрямку плину часу вони міняють свій знак на протилежний. Прискорення тіл є похідними від швидкостей, а отже вони не міняють свого знаку. Цих міркувань досить для того, щоб визначити, як змінюється будь-яка змінна класичної механіки.

## Зворотність основних рівнянь класичної механіки
Основними законами класичної механіки є закони Ньютона. Другий закон Ньютона стверджує, що прискорення тіла визначається силами, які на нього діють.
{\displaystyle m\mathbf {a} =\mathbf {F} }.
При зміні напрямку часу на протилежний прискорення не міняє знаку, тож інваріантність рівняння руху залежить від того, яким чином змінюються сили. Якщо сили, які діють на тіло, не залежать від швидкості, а лише від положення тіла, то другий закон Ньютона інваріантний відносно зміни напрямку плину часу.

### Макроскопічні системи
При застосуванні класичної механіки до макроскопічного світу від швидкості залежить сила тертя. Сила тертя завжди направлена проти руху, тож навіть у випадку, коли її абсолютна величина не залежить від швидкості, то напрям змінюється із зміною напрямку швидкості. Таким чином, механічні процеси незворотні при дії сили тертя. В цьому випадку не зберігається також механічна енергія. Частина енергії механічної системи переходить в тепло.

### Мікроскопічні системи
Сили взаємодії між частинками мікроскопічних систем залежать лише від їхнього положення. До таких сил належать електростатичні й гравітаційні. Сила Лоренца залежить від швидкості, але вона залежить також від магнітного поля, яке при зміні напрямку плину часу міняє знак на протилежний. Таким чином, усі процеси в класичному мікросвіті є зворотними.

## Квантова механіка
Квантові закони руху зберігають інваріантність щодо заміни напрямку часу. Наприклад, якщо провести формальну заміну напрямку часу t на -t в рівнянні Шредінгера, то утвориться рівняння
{\displaystyle -i{\frac {\partial \psi }{\partial t}}={\hat {H}}\psi }.
Це рівняння збігається з рівнянням для комплексно-спряженої хвильової функції {\displaystyle \psi ^{*}}. Таким чином рівняння Шредінгера одночасно описує еволюцію квантової системи в прямому й оберненому напрямку плину часу. Подібна властивість характерна також і для інших квантових рівнянь руху.
Гамільтоніан {\displaystyle {\hat {H}}} зазвичай будується на основі класичної функції Гамільтона, тож він інваріантний щодо зміни напрямку часу. Однак, таке твердження справедливе тільки для сильної й електромагнітної взаємодії.

## Квантова теорія поля
Рівняння руху квантової теорії поля, що враховує також і слабку взаємодію, змінне відносно заміни напрямку плину часу на протилежний. Для цих рівнянь справедливий принцип CPT-інваріантності, тобто одночасної заміни напрямку плину часу, напрямку просторових координатних осей і заміни знаків усіх зарядів на протилежний.

## Зворотні й незворотні процеси в термодинаміці
В термодинаміці поняття зворотних і незворотних процесів вживається в дещо іншому сенсі. Оскільки розглядаються системи, за мікроскопічним станом яких прослідкувати неможливо, поняття зворотності зосереджується на макроскопічних станах. Один і той же макроскопічний стан еквівалентний дуже великому числу мікроскопічних станів.
Зворотним процесом у термодинаміці називається такий процес, при якому термодинамічну систему можна перевести з кінцевого макроскопічного стану в початковий, проходячи через ті ж проміжні стани.
Зміни в мікроскопічному стані не приймаються до уваги. Зворотний процес у термодинаміці є обов'язково рівноважним процесом, тобто кожен проміжний стан є рівноважним станом.
Перехід від нерівноважного стану до рівноважного є незворотним процесом. Наприклад, якщо заповнити газом половину посудини, а потім вийняти перегородку, газ заповнить всю посудину. Цей процес неможливо провести в зворотному напрямку, хоча можна провести уявний експеримент, замінивши всі швидкості атомів газу на протилежні. Результатом цього експерименту було б збирання газу в одній половині посудини, однак в практичних випадках такі процеси не реалізуються.
Незворотність процесів переходу від нерівноважного до рівноважного стану підсумовує другий закон термодинаміки.
Перехід від мікроскопічних рівнянь руху, які характеризуються зворотністю, до термодинаміки, в якій зворотність втрачається, залишається певною мірою викликом для фізики.